# Ana Duarte Rodrigues

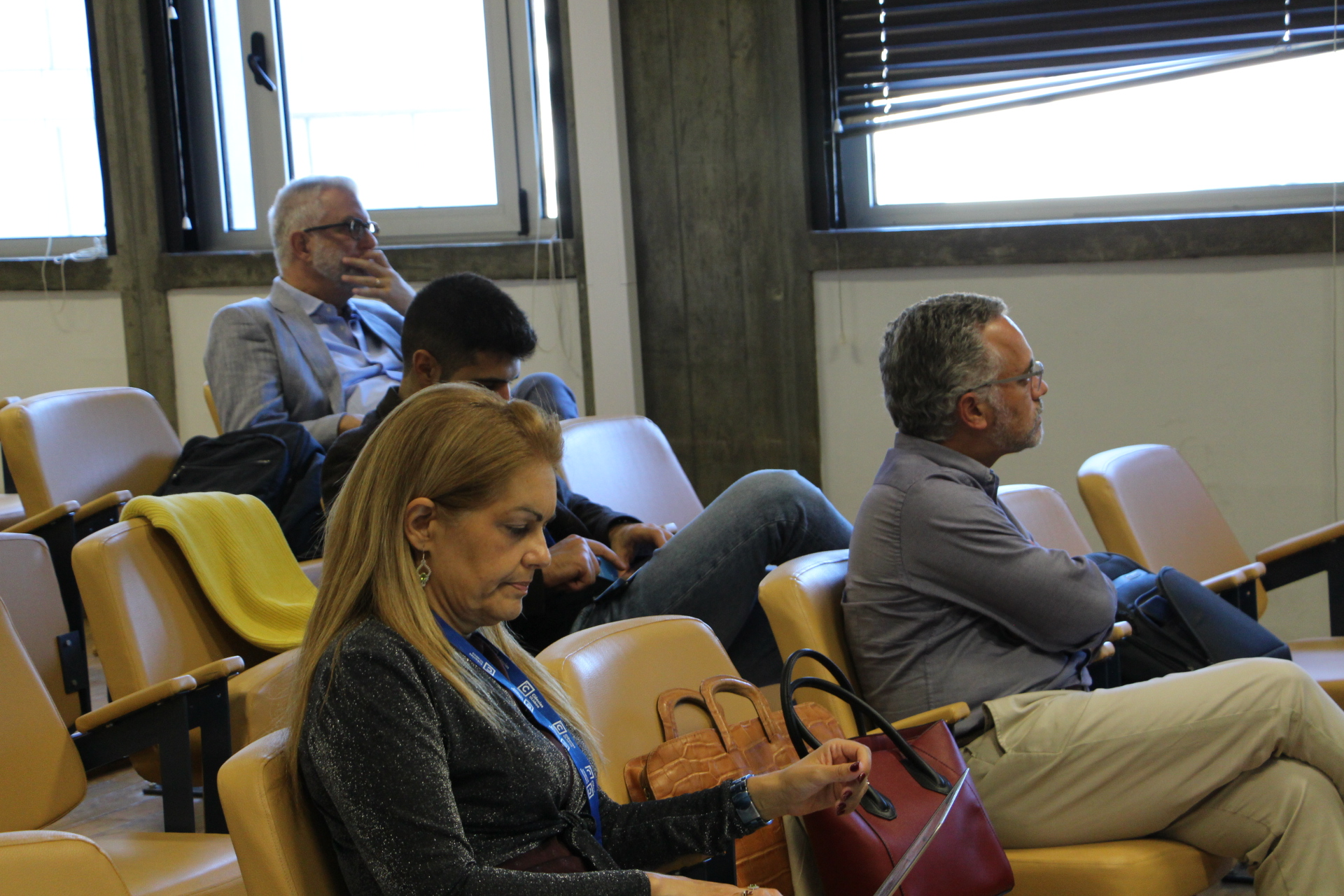
Investigadora da FCUL.

Ana Margarida Neto Aurélio Duarte Rodrigues (Santarém, 1972 — ) é uma historiadora portuguesa que, entre outras funções de relevo, ocupa o cargo de investigadora e professora da Faculdade de Ciências da Universidade de Lisboa.

## Biografia
Doutora em História de Arte Moderna (2009), pela Faculdade de Ciências Sociais e Humanas da Universidade Nova de Lisboa. 
Exerce como coordenadora do Centro Interuniversitário de História das Ciências e da Tecnologia (CIUHCT), e é professora auxiliar do Departamento de História e Filosofia das Ciências da Faculdade de Ciências da Universidade de Lisboa. Também ensinou na Faculdade de Ciências Sociais e Humanas da Universidade Nova de Lisboa, e foi associada do Centro de Humanidades, assim como investigadora integrada no Centro de História de Arte e Investigação Artística da Universidade de Évora. O seu campo de estudo centra-se principalmente nos jardins, paisagens e escultura da Idade Moderna, sendo editora da revista Gardens & Landscapes of Portugal.
Em 2012, foi cocomissária da exposição O Virtuoso Criador, organizada no Museu Nacional de Arte Antiga, em Lisboa. Em Junho de 2014 foi entrevistada no programa A Força das Coisas da rádio Antena 2, como comissária da exposição Uma História de Jardins, na Biblioteca Nacional de Portugal. Em Setembro desse ano, foi entrevistada por Paula Moura Pinheiro no programa Visita Guiada com, num episódio sobre os Jardins do Palácio Fronteira, que foi emitida na rádio Antena 1 e no canal RTP2.
Fez parte da equipa científica e técnica da exposição Jardins Históricos, organizada nas instalações da Biblioteca Nacional de Portugal entre 2020 e 2021, no contexto das comemorações do prémio Lisboa Capital Verde Europeia 2020, tendo sido pessoalmente responsável por quatro núcleos daquele evento - Cercas Conventuais, Quintas de Recreio, Paisagens culturais e Ilídio Araújo. Também em 2020, foi uma das investigadoras convidadas para o webinar Das cercas conventuais e das quintas de recreio, e foi consultora científica e autora do catálogo para a exposição Hortas de Lisboa. Da Idade Média ao século XXI, no Museu de Lisboa, sobre a segurança e sustentabilidade alimentar em meio urbano.
Em 2021, apresentou o programa AQUA na Rádio Movimento, sobre a gestão sustentável dos recursos aquáticos.
Em 17 de Novembro de 2022, foi a especialista convidada numa conferência sobre o escultor Joaquim Machado de Castro, no Museu Nacional de Arte Antiga.

## Prémios
Em 26 de Outubro de 2022 foi distinguida com o Scientific Merit Award, na área da História e Filosofia, durante a sessão de apresentação dos prémios Ciências 2021 Research Awards, organizada pela Faculdade de Ciências da Universidade de Lisboa, como parte do programa Ciências Research Day 2022.

## Obras publicadas
- A escultura de vulto figurativa do Laboratório de Joaquim Machado de Castro (1771-1822): produção, morfologia, iconografia, fontes e significado (2004)
- Lisboa: Rainha dos Oceanos (2011)
- Tratados de Arte em Portugal (2012)
- Uma história de jardins: a arte dos jardins na tratadística e na literatura (2016)
- O Gosto na Arte: Idade Moderna (2014) (coordenadora)
- O Gosto Português na Arte (2016) (coordenadora)